# هيلين (جورجيا)
هيلين (بالإنجليزية: Helen, Georgia)‏ هي مدينة تقع في مقاطعة وايت، جورجيا بولاية جورجيا في الولايات المتحدة. تبلغ مساحة هذه المدينة 5.5 (كم²)، وترتفع عن سطح البحر 441 م، بلغ عدد سكانها 510 نسمة في عام 2010 حسب إحصاء مكتب تعداد الولايات المتحدة.

## وصلات خارجية
- Cities & Counties - Georgia.gov